# Derolus
Derolus is een kevergeslacht uit de familie van de boktorren (Cerambycidae). De wetenschappelijke naam van het geslacht werd voor het eerst geldig gepubliceerd in 1891 door Gahan.

## Soorten
Derolus omvat de volgende soorten:
- Derolus abaii Holzschuh, 2009
- Derolus abyssinicus Breuning, 1974
- Derolus angustatus Pic, 1925
- Derolus anteaureus Breuning, 1974
- Derolus arciferus (Gahan, 1891)
- Derolus argentesignatus Gressitt & Rondon, 1970
- Derolus argenteus Adlbauer, 2009
- Derolus argentifer Pic, 1904
- Derolus arnoldius Adlbauer, 2009
- Derolus asiricus Holzschuh, 1993
- Derolus aureus Lepesme & Breuning, 1958
- Derolus basilewskyi Lepesme & Breuning, 1958
- Derolus blaisei Pic, 1923
- Derolus brevicornis Holzschuh, 1981
- Derolus brunneipennis Gahan, 1904
- Derolus bulbicornis Gressitt, 1951
- Derolus camerunensis Breuning, 1974
- Derolus cinctus Jordan, 1903
- Derolus coomani Pic, 1925
- Derolus dilatatus (Chevrolat, 1856)
- Derolus discicollis Gahan, 1906
- Derolus duffyi Breuning, 1961
- Derolus femorellus (Chevrolat, 1856)
- Derolus fulgens Holzschuh, 2005
- Derolus fulvus Jordan, 1903
- Derolus gabunensis (Lepesme & Breuning, 1956)
- Derolus garnieri Adlbauer, 2009
- Derolus glauciapicalis Gressitt & Rondon, 1970
- Derolus globulartus Gressitt & Rondon, 1970
- Derolus griseonotatus Pic, 1923
- Derolus gyllenhalii (Fåhraeus, 1872)
- Derolus hoelzeli Adlbauer, 1994
- Derolus incultus (Gerstaecker, 1855)
- Derolus iranensis Pic, 1956
- Derolus ivorensis Lepesme & Breuning, 1958
- Derolus janae Holzschuh, 2009
- Derolus kraatzi Jordan, 1903
- Derolus laticollis Adlbauer, 2009
- Derolus lepautei Lepesme, 1947
- Derolus martini Lepesme & Breuning, 1958
- Derolus mauritanicus (Buquet, 1840)
- Derolus ornatus Gressitt & Rondon, 1970
- Derolus pakistanus Holzschuh, 1974
- Derolus pallidus Adlbauer, 2009
- Derolus perroudi Pic, 1933
- Derolus pexus Hüdepohl, 1998
- Derolus pseudomalaisei Adlbauer, 2009
- Derolus puchneri Adlbauer, 2009
- Derolus ruandae Lepesme & Breuning, 1958
- Derolus rufimembris Pic, 1933
- Derolus rufipes Breuning, 1978
- Derolus sericeomaculatus Adlbauer, 2009
- Derolus somalicus (Gahan, 1900)
- Derolus spurius Jordan, 1903
- Derolus subaureus (Jordan, 1894)
- Derolus subdilatatus Lepesme & Breuning, 1955
- Derolus sudrei Adlbauer, 2009
- Derolus sulcatus Aurivillius, 1928
- Derolus testaceus Adlbauer, 2009
- Derolus thesigeri Villiers, 1968
- Derolus trifulvofasciatus Hayashi, 1975
- Derolus vastus Holzschuh, 1993
- Derolus volvulus (Fabricius, 1801)
- Derolus werneri Adlbauer, 2009
- Derolus xyliae (Fisher, 1940)